# 米羅柳比夫卡 (諾維布格區)
47°48′9″N 32°19′39″E / 47.80250°N 32.32750°E
米羅柳比夫卡（烏克蘭語：Миролюбівка），是烏克蘭南部的村莊，隸屬尼古拉耶夫州的巴什坦卡區。該村面積0.38平方公里，海拔高度82米，2001年人口188，人口密度每平方公里494.7人。